# Erigorgus pumilus
Erigorgus pumilus är en stekelart som beskrevs av Dasch 1984. Erigorgus pumilus ingår i släktet Erigorgus och familjen brokparasitsteklar. Inga underarter finns listade i Catalogue of Life.